# (33814) Viswesh
2000 AQ15 (asteroide 33814) é um asteroide da cintura principal. Possui uma excentricidade de 0.16335760 e uma inclinação de 3.28969º.
Este asteroide foi descoberto no dia 3 de janeiro de 2000 por LINEAR em Socorro.